# Sportsklubben Djerv
Lo Sportsklubben Djerv è una società calcistica norvegese con sede nella città di Møhlenpris. Milita nella 4. divisjon, quinto livello del campionato norvegese.

## Storia
La società è stata fondata il 18 maggio 1913. Ha militato nella Norgesserien, all'epoca massima divisione del campionato norvegese, nelle edizioni 1937-1938, 1938-1939, 1939-1940 e 1947-1948. Successivamente, ha disputato soltanto stagioni nelle categorie inferiori del campionato locale.

## Palmarès

### Altri piazzamenti
- Campionato norvegese:

Semifinalista: 1937-1938